# Касимото, Дайсин
Дайсин Касимото (яп. 樫本大進; род. 27 марта 1979, Лондон) — японский скрипач.
Начал играть на скрипке в три года. Неполных семи лет стал одним из самых юных учеников в истории Джульярдской школы в Нью-Йорке, затем с 1990 года учился в Германии у Захара Брона и наконец окончил Фрайбургскую Высшую школу музыки под руководством Райнера Куссмауля. Лауреат ряда международных конкурсов, в том числе обладатель первой премии Конкурса имени Лонг и Тибо в Париже и Конкурса имени Фрица Крейслера в Вене (оба 1996).
Записал три диска (сонаты Бетховена, Франка, Прокофьева и Тору Такэмицу, произведения Эдварда Грига и Франсиса Пуленка) с пианистом Итамаром Голаном, Концерт для скрипки с оркестром Иоганнеса Брамса — с Дрезденской государственной капеллой под управлением Чон Мён Хуна.
По мнению российского музыкального критика (2007), Касимото — «образцовый пример нынешней экспансии выходцев из стран Юго-Восточной Азии на мировую академическую сцену, и пример, надо признать, удачный».